# Bernadette Païx
Bernadette Païx est une personnalité politique française, née le 19 mars 1950 à Bourbaki (Algérie).

## Biographie
Elle est suppléante de Philippe Douste-Blazy et devient députée le 1er mai 2004 quand il entre au gouvernement. Son mandat cesse en 2007.
Elle est aussi conseillère régionale de Midi-Pyrénées